# Marcel Herriot
Pour les articles homonymes, voir Herriot.
Marcel Herriot, né le 18 mai 1934 à Moussey dans les Vosges et mort le 14 septembre 2017 à Saint-Dié-des-Vosges, est un ecclésiastique français, évêque de Verdun de 1987 à 1999 puis évêque de Soissons de 1999 à 2008.

## Biographie

### Formation
Après des études de lettres à l'université de Nancy, Marcel Herriot commence sa formation de théologie au grand séminaire de Saint-Dié. 
Il est ordonné prêtre le 18 avril 1960 pour le diocèse de Saint-Dié.
Une fois prêtre, il poursuit pendant trois ans sa formation à l'institut catholique de Paris. Ayant obtenu une licence de théologie, il se spécialise dans le domaine de l'enseignement religieux avec une maîtrise en pastorale catéchétique.

### Principaux ministères
De retour de Paris, son ministère sacerdotal est marqué par dix années passées comme directeur diocésain de l'enseignement religieux, de 1966 à 1976, avant de prendre des responsabilités diocésaines, en particulier comme vicaire épiscopal pendant 11 ans.
Nommé évêque de Verdun le 25 mai 1987 par Jean-Paul II, il a été consacré le 28 juin suivant. 
Le 29 avril 1999, il est nommé évêque de Soissons.
Le 13 novembre 2007, Hervé Giraud est nommé évêque coadjuteur du diocèse de Soissons et lui succède le 22 février 2008. Marcel Herriot est ensuite évêque émérite de cette dernière ville jusqu'à sa mort.
Au sein de la conférence épiscopale française, il a été membre de la commission de la catéchèse et du catéchuménat. 

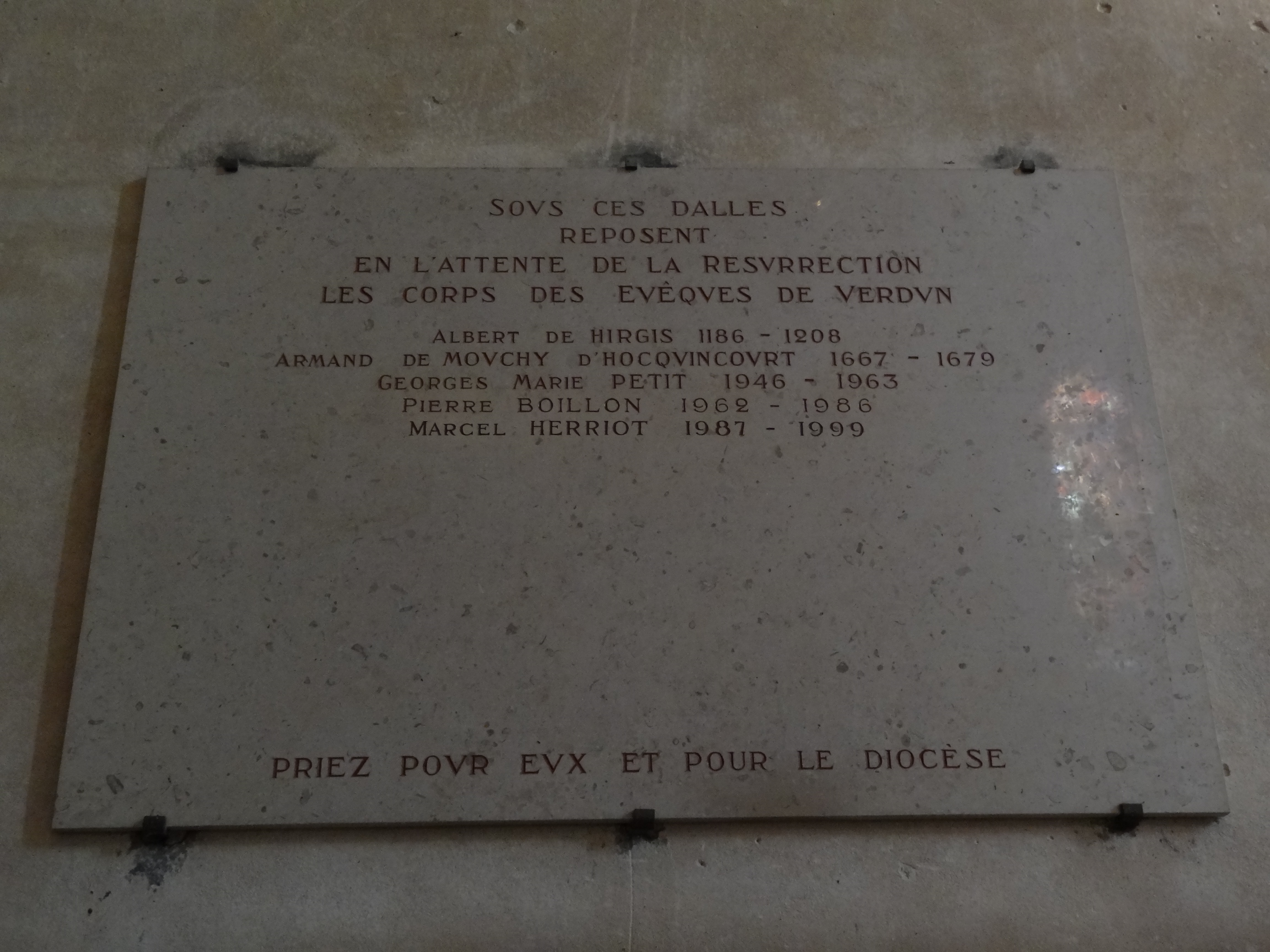
La plaque commémorative du caveau des évêques dans l'ancien chœur de la cathédrale de Verdun.

Il meurt le 14 septembre 2017 à Saint-Dié-des-Vosges. Son enterrement a lieu à la cathédrale de Saint-Dié le 20 septembre, puis est inhumé le même jour dans le caveau des évêques sous l'ancien chœur de la cathédrale de Verdun.

## Prises de position

### Vis-à-vis des sectes
Au nom de l'Église catholique, Herriot s'est réjoui dans un communiqué de la loi sanctionnant le délit de manipulation mentale. 

### Vis-à-vis des catholiques traditionalistes
Par ses déclarations, Herriot se montre critique à l'égard des ouvertures vis-à-vis des catholiques lefebvristes : « Nous ne pouvons pas transiger avec les traditionalistes sur les orientations du Concile Vatican II. Elles sont vitales pour l’Église et son engagement dans le monde actuel ».

### Vis-à-vis de l'extrême-droite
En 1996, Herriot condamne les thèses xénophobes du Front national : « J'affirme catégoriquement que les thèses racistes de M. Le Pen sont absolument et radicalement incompatibles avec l'Évangile de Jésus-Christ. Il y a un seul Dieu créateur et père de l’unique famille humaine. » Jean-Marie Le Pen le qualifie alors d'« évêque franc-maçon ».

### Vis-à-vis du monde de l'entreprise
Il a été le premier évêque à interpeller Édouard Michelin pour lui demander de revenir sur une décision de fermeture d'une usine,.
En 2001, il prend une position analogue vis-à-vis des licenciements annoncés dans le groupe Danone.